# デイル (DD-4)
|          |                                      |
| 艦歴     |                                      |
| 発注     |                                      |
| 起工     |                                      |
| 進水     | 1900年7月24日                        |
| 就役     | 1903年2月13日                        |
| 退役     | 1919年7月9日                         |
| その後   | 1920年1月3日に売却                   |
| 除籍     |                                      |
| 性能諸元 |                                      |
| 排水量   | 420トン                              |
| 全長     | 250 ft (76.2 m)                      |
| 全幅     | 23.7 ft (7.19 m)                     |
| 吃水     | 6 ft 6 in (1.98 m)                   |
| 機関     |                                      |
| 最大速   | 29ノット (54 km/h)                   |
| 乗員     | 士官、兵員73名                       |
| 兵装     | 3インチ砲2門、 18インチ魚雷発射管2門 |

デイル (USS Dale, DD-4) は、アメリカ海軍の駆逐艦。ベインブリッジ級駆逐艦の4番艦。艦名はリチャード・デイル代将に因む。その名を持つ艦としては2隻目。

## 艦歴
デイルはバージニア州リッチモンドのウィリアム・R・トリッグ社で起工、1900年7月24日にM・H・ウィルソンによって進水し、1902年10月24日に予備役のままハリー・E・ヤーネル大尉の指揮下バージニア州ノーフォークに牽引された。1903年2月13日にH・I・コーン大尉の指揮下就役した。
デイルは北大西洋艦隊に配属され、第1水雷小艦隊と共に大西洋岸を巡航し、メイン州沖で艦隊捜索訓練に参加、1903年8月17日にはニューヨーク州オイスター・ベイでセオドア・ルーズベルト大統領の観閲を受けた。
バッファロー (USS Buffalo, AD-8) に率いられ第1水雷小艦隊は1903年12月12日にノーフォークを出航、地中海とスエズ運河を経由してアジアステーションに向かった。1904年4月14日にフィリピンのカヴィテに到着し、デイルはフィリピン近海と中国沿岸を巡航、1905年12月5日にカヴィテで予備役となった。1907年7月10日に再就役し、アジア艦隊と共に任務に就いた。デイルは日本、中国へ巡航し、小艦隊と共に模擬戦、艦隊演習を行った。またカヴィテで警戒任務に就き、郵便物と乗客を輸送した。
アメリカ合衆国が第一次世界大戦に参戦すると、デイルは1917年6月30日から8月1日までマニラ湾入口をパトロールし、続いて10月20日にジブラルタルのアメリカ海軍偵察艦隊に加わった。デイルは終戦まで地中海東部で警戒および船団護衛を行った。デイルは1918年12月8日にジブラルタルを出航し、1919年1月12日にサウスカロライナ州チャールストンに到着した。その後フィラデルフィアで7月9日に退役し、1920年1月3日に売却された。